# One Piece (temporada 10)
La desena temporada de One Piece va ser produïda per Toei Animation i dirigida per Kōnosuke Uda i Munehisa Sakai. Durant la temporada, els protagonistes, després de conèixer a l'esquelet Brook, es troben amb els Thriller Bark, qui estan sota les ordres de Gecko Moria, un personatge que crea un equip de zombies.
Originalment, l'emissió de la temporada va estar a mans de Fuji Television i va ser emesa entre el 6 de gener i el 14 de desembre de 2008, durant 45 episodis.

## Episodis
| # | Nº en temporada | Títol en català | Data d'estrena al Japó | Data d'estrena a Catalunya |
| --- | --------------- | --- | ---------------------- | -------------------------- |
| 337 | 1               | Entrem al mar dels fantasmes. L'esquelet misteriós que flota a la boira Ma no umi totsunyū! Kiri ni ukabu nazo no gaikotsu (魔の海突入!霧に浮かぶ謎のガイコツ)               | 6 de gener de 2008     | 21 de febrer de 2010       |
| Els Pirates del Barret de Palla es troben una bota flotant al mar i, després d'obrir-la, convençuts que es tracta d'un tresor, el Thousand Sunny acaba a l'infame Triangle Florià, una zona molt misteriosa on tot desapareix en la foscor. Allà es trobaran amb un esquelet anomenat Brook i en Ruffy li demanarà que s'uneixi a la tripulació.                                                        |                 | |                        |                            |
| 338 | 2               | L'alegria de conèixer gent! Els colors del senyor esquelet Hito ni aeta yorokobi! Gaikotsu shinshi no shōtai (人に逢えた喜び! ガイコツ紳士の正体)                            | 13 de gener de 2008    | 21 de febrer de 2010       |
| A bord del Thousand Sunny, en Brook explica que abans de morir era músic i que el seu esperit va poder fer reviure el seu esquelet gràcies a la Fruita Reviu Reviu. També els explica que no té ombra i que per això no pot existir en un món ple de llum. Aviat, els Pirates del Barret de Palla ensopegaran amb una illa fantasma que va a la deriva: la Thriller Bark.                               |                 | |                        |                            |
| 339 | 3               | Fenòmens estranys l'un rere l'altre. Desembarcament a Thriller Bark Kai genshō zokuzoku! Surirābāku jōriku (怪現象ぞくぞく! スリラーバーク上陸)                              | 20 de gener de 2008    | 28 de febrer de 2010       |
| Després d'acomiadar-se d'en Brook, la Nami, l'Usopp i en Chopper se'n van a explorar l'illa fantasma de Thriller Bark amb el Minimerry 2 i es troben amb un cèrber, un gos salvatge, un guardià de l'infern i, més tard, amb en Hildon, una mena de vampir que s'ofereix per portar-los fins a la mansió del misteriós doctor Hogback.                                                                  |                 | |                        |                            |
| 340 | 4               | L'home que anomenen geni! Apareix en Hogback Tensai to yobareta otoko! Hogubakku awararu! (天才と呼ばれた男! ホグバック現る!)                                                | 27 de gener de 2008    | 28 de febrer de 2010       |
| Abans d'arribar a la mansió del Doctor Hogback, la Nami, l'Usopp i en Chopper hauran de travessar el bosc de Thriller Bark, un lloc ple de perills insospitats i malèfics... i de zombis! El doctor Hogback, que d'entrada és molt hospitalari, canvia totalment d'actitud quan sap que en Brook és a l'illa. Mentrestant, el Thousand Sunny queda atrapat dins d'una teranyina gegant.                 |                 | |                        |                            |
| 341 | 5               | La Nami té un bon problema! La mansió zombie i l'home invisible Nami dai pinchi! Zonbi yashiki to tōmei ningen (ナミ大ピンチ! ゾンビ屋敷と透明人間)                          | 3 de febrer de 2008    | 7 de març de 2010          |
| Després d'atacar la Nami, l'Absalom, l'home invisible, es troba amb el doctor Hogback i una fantasma, la Perona, per parlar de què han de fer amb els Pirates del Barret de Palla, que han desembarcat a l'illa i també s'han vist sorpresos pels zombis. A la mansió, els zombis, que surten de tot arreu, també ataquen la Nami, l'Usopp i en Chopper.                                                |                 | |                        |                            |
| 342 | 6               | El misteri dels zombis! El laboratori de malsons d'en Hogback Zonbi no nazo! Akumu no Hogubakku kenkyūsho (ゾンビの謎!悪夢のホグバック研究所)                                | 10 de febrer de 2008   | 7 de març de 2010          |
| Després de fugir dels zombis sorpresa, la Nami, l'Usopp i en Chopper descobreixen la identitat de la Victoria Cindy i la veritat dels experiments del doctor Hogback. Més tard, mentre els espien al seu laboratori secret, se'ls acosta un zombi samurai amb la veu d'en Brook. Mentrestant, en Ruffy i companyia cauen a l'emboscada d'uns fantasmes que, quan toquen la gent, els fan deprimir.      |                 | |                        |                            |
| 343 | 7               | Es diu Moria! La trampa del gran pirata que roba ombres Sono na wa Moria! Kage o nigiru dai kaizoku no wana (その名はモリア!影を握る大海賊の罠)                              | 17 de febrer de 2008   | 14 de març de 2010         |
| Després de vèncer tots els zombis, els Pirates del Barret de Palla descobreixen que un dels shichibukai, en Gecko Moria, es dedica a robar ombres. Més tard, l'Absalom reuneix tots els zombis per organitzar l'Atac Nocturn i els fantasmes tornen amb la seva cap, la Perona. Aviat es descobrirà que Thriller Bark, en lloc d'una illa, podria ser un vaixell pirata!                                |                 | |                        |                            |
| 344 | 8               | Festival musical de zombis! La campana de l'atac nocturn és el so de la foscor Zonbi songu no kyōen! Yōchi no kane wa yami no oto (ゾンビ歌の饗宴!夜討ちの鐘は闇の音)        | 24 de febrer de 2008   | 14 de març de 2010         |
| El samurai Ryuma tanca la Nami, l'Usopp i en Chopper dins d'un taüt. Mentrestant, en Ruffy i companyia entren a la mansió i vencen els zombis sorpresa, però en Sanji desapareix i obliguen en Buhichuck a fer-los de guia. Mentre els zombis de Thriller Bark celebren el començament de l'Atac Nocturn, l'Absalom desperta els altres zombis generals perquè s'encarreguin dels pirates.              |                 | |                        |                            |
| 345 | 9               | Ple d'animals? El jardí meravellós de la Perona (動物いっぱい?ペローナの不思議の庭」 - Dōbutsu ippai? Perōna no wandāgāden)                                                  | 2 de març de 2008      | 21 de març de 2010         |
| Després de saber que l'Absalom ha triat la Nami perquè sigui la seva esposa, la Lola, una zombi truja obsessionada a casar-se amb l'Absalom, decideix acabar amb la Nami. Mentrestant, la Nami, l'Usopp i en Chopper arriben a un jardí ple de zombis animals, on n'hi ha un que és ben igual que en Sanji. L'altre que també ha desaparegut és en Zoro.                                                |                 | |                        |                            |
| 346 | 10              | La tripulació del barret de palla desapareix i apareix un espadatxí misteriós! Kieru Mugiwara ichimi! Arawareta nazo no kenshi! (消える麦わら一味!現れた謎の剣士!)           | 9 de març de 2008      | 21 de març de 2010         |
| En Buhichuk porta fins a una sala els únics tres pirates que queden vius. Allà es veuen obligats a enfrontar-se a un exèrcit de zombis generals i els poden plantar cara fins que arriba un espadatxí misteriós anomenat Jigoro, que es comporta i lluita igual que en Zoro. En Ruffy cau en mans dels zombis i en Franky i la Robin s'enfronten a una aranya mico gegant.                              |                 | |                        |                            |
| 347 | 11              | Cavallerós per sempre! El zombi traïdor que protegeix la Nami Nokoru kishidō! Nami o mamoru uragiri zonbi (残る騎士道!ナミを守る裏切りゾンビ)                                | 16 de març de 2008     | 28 de març de 2010         |
| El zombi que sembla en Sanji, una mena de gos pingüí, planta cara als seus aliats quan intenten atacar la Sanji, però l'Absalom li para els peus. La Nami acaba fugint de l'Absalom, però ara la persegueix la Lola. En Franky i la Robin destrueixen un pont per escapar-se del mico aranya i dels zombis generals i, aleshores, del cel, apareix en Brook.                                            |                 | |                        |                            |
| 348 | 12              | Caigut del cel! Aquell home és l'espadatxí cantaire Sora kara sanjō! Kenkyō hanuta wa ano otoko! (空から参上!剣狭ハナウタはあの男!)                                          | 23 de març de 2008     | 28 de març de 2010         |
| La Nami per fi aconsegueix desfer-se de la Lola dient-li que, en realitat, és un home. Més tard, ella, l'Usopp i en Chopper s'amaguen i senten com en Gecko Moria convoca l'Absolom i companyia. El mateix Moria confessa a en Ruffy que farà tot el que estigui a les seves mans per convertir-se en el rei dels pirates.                                                                              |                 | |                        |                            |
| 349 | 13              | En Ruffy en perill. El lloc de repòs de l'ombra més forta Rufi kinkyūjitai! Saikyō no kage no ikisaki! (ルフィ緊急事態!最強の影の行き先!)                                    | 30 de març de 2008     | 4 d'abril de 2010          |
| Després de vèncer en Taralan i d'alliberar la seva ombra, en Brook explica a la Robin i a en Franky com s'ho fa en Moria per robar les ombres a Thriller Bark i crear el seu exèrcit de zombis. Mentrestant, en Moria es reuneix amb l'Absolom, la Perona i en Hogback i aconsegueix robar l'ombra d'en Ruffy per poder completar el zombi definitiu.                                                   |                 | |                        |                            |
| 350 | 14              | El guerrer anomenat dimoni. L'hora de la resurrecció de l'Ozu Majin to yobareta senshi!! Ōzu fukkatsu no toki (魔人と呼ばれた戦士!!オーズ復活の時)                           | 20 d'abril de 2008     | 4 d'abril de 2010          |
| Amb l'ombra d'en Ruffy, en Gecko Moria i els seus seguidors entren al congelador especial per fer ressuscitar l'Ozu, el guerrer que la gent ha anomenat dimoni. Mentrestant, en Brook abandona la Robin i en Franky per intentar vèncer en Ryuma i recuperar la seva ombra. |                 | |                        |                            |
| 351 | 15              | Desvetllat després de 500 anys! L'Ozu reviu! Gohyakunen buri no mezame!! Ōzu kaigan!! (500年ぶりの目覚め!!オーズ開眼!!)                                                      | 27 d'abril de 2008     | 4 d'abril de 2010          |
| En Moria aconsegueix introduir l'ombra d'en Ruffy al cos congelat de l'Ozu i, després de 500 anys, el fa tornar a reviure. Mentrestant, la gent d'en Moria descobreixen la Nami, l'Usopp i en Chopper. L'Absolom abdueix la Nami i els zombis comencen a atacar l'Usopp i en Chopper fins que arriben la Robin i en Franky a rescatar-los.                                                              |                 | |                        |                            |
| 352 | 16              | Prou convicció per suplicar per la seva vida. En Brook protegeix el seu pentinat Shinnen no inochigoi!! Afuro o mamori Burukku (信念の命乞い!!アフロを守るブルック)          | 4 de maig de 2008      | 11 d'abril de 2010         |
| Mentre en Brook s'enfronta a en Ryuma i recorda el temps que va passar a Thriller Bark lluitant contra els zombis, l'Ozu continua donant mostres de la personalitat d'en Ruffy, devorant tot el menjar que hi ha a l'illa i declarant que ell serà el pròxim rei dels pirates. D'altra banda, l'Absolom s'endú la Nami a una església i es prepara per al casament.                                     |                 | |                        |                            |
| 353 | 17              | La promesa d'un home no mor mai! A un amic que espera sota un cel llunyà Otoko no chikai wa shinazu!! Tōi sora de matsu tomo e (男の誓いは死なず!!遠い空で待つ友へ)          | 11 de maig de 2008     | 11 d'abril de 2010         |
| Mentre l'Absolom continua preparant el seu casament amb la Nami, l'Usopp, en Franky, en Chopper i la Robin tornen al Sunny i s'hi troben en Ruffy, en Sanji i en Zoro sense les seves ombres. En Franky, aleshores, explica que en Brook lluita tant per la seva vida per poder complir una promesa que ell i els seus companys li va fer a un amic, la balena Raboon.                                  |                 | |                        |                            |
| 354 | 18              | Segur que ens tornarem a veure! En Brook i el cap de la promesa Kanarazu ai ni iku!! Burukku to yakusoku no misaki (必ず会いに行く！！ブルックと約束の岬)                    | 18 de maig de 2008     | 18 d'abril de 2010         |
| En Ruffy, l'Usopp, en Sanji i en Zoro expliquen a la resta de la tripulació com van conèixer en Raboon, mentre en Brook manté la seva promesa i continua lluitant amb en Ryuma. En Ruffy manifesta la intenció d'acceptar en Brook com a part de la tripulació i els pirates del Barret de Palla es preparen per contraatacar les forces de Thriller Bark per reclamar el que se'ls ha robat.           |                 | |                        |                            |
| 355 | 19              | Menjar, Nami i ombres! El gran contraatac d'en Ruffy enfadat! Meshi to Nami to kage!! Rufi ikari no daihangeki (メシとナミと影！！ルフィ怒りの大反撃)                        | 25 de maig de 2008     | 18 d'abril de 2010         |
| Després d'haver decidit que reclutaran en Brook, els pirates del Barret de Palla se separen, l'ajuden a recuperar la seva ombra, rescaten la Nami i intenten vèncer en Gecko Moria. En Sanji i en Ruffy, molt enfadat, maten la majoria de zombis, però al final els acaba aturant el Buit Negatiu de la Perona.                                                                                        |                 | |                        |                            |
| 356 | 20              | L'Ussop és el més fort? Deixeu-me els negatius a mi! Usoppu saikyō? Negatibu wa makasetoke (ウソップ最強?ネガティブは任せとけ)                                               | 1 de juny de 2008      | 25 d'abril de 2010         |
| Mentre en Chopper i la Robin aguanten els atacs d'en Hogback, en Ruffi continua buscant en Moria. I mentre l'Ozu fuig, en Franky, en Zoro, en Sanji i l'Usopp acaben a l'habitació de la Perona, que els ataca amb el poder negatiu dels fantasmes. L'Usopp, que ja té una personalitat negativa, atura l'atac mentre els altres se'n van a rescatar la Nami i en Brook.                                |                 | |                        |                            |
| 357 | 21              | La mort sobtada dels zombis generals. L'Ozu té ganes d'aventura! Jeneraru zonbi shunsetsu!! Ōzu wa bōken kibun!! (将軍ゾンビ瞬殺！！オーズは冒険気分！！)                    | 8 de juny de 2008      | 25 d'abril de 2010         |
| L'Usopp continua aguantant l'atac del Buit Negatiu de la Perona mentre en Ryuma demostra la seva superioritat i acaba guanyant en Brook abans que arribi en Zoro. Mentrestant, l'Ozu continua provocant el caos a Thriller Bark, acaba amb tots els zombis generals i deixa el seu cap a les mans d'en Sanji, que arriba a l'església per rescatar la Nami.                                             |                 | |                        |                            |
| 358 | 22              | Sanji, el cavaller en flames! Cop de peu al casament fictici! Honō no naito Sanji!! Keri tsubuse itsuwari no kyoshiki (炎の騎士サンジ！！蹴り潰せの偽り挙式)                 | 15 de juny de 2008     | 2 de maig de 2010          |
| En Ruffy ataca en Moria, però es veu obligat a enfrontar-se a la seva pròpia ombra, en Doppelman. L'Usopp continua lluitant contra els zombis animals per arribar fins a la Perona, però s'ha d'acabar enfrontant a la ira d'en Kumacy. En Sanji salva la Nami de l'Absolom i, després de saber que els uneix un destí fatídic, acaba deixant anar tota la seva ràbia.                                  |                 | |                        |                            |
| 359 | 23              | La connexió del destí és la invisibilitat? El somni robat d'en Sanji Suke Suke no Innen? Ubawareta Sanji no Yume (スケスケの因縁? 奪われたサンジの夢)                        | 22 de juny de 2008     | 2 de maig de 2010          |
| En Sanji descobreix que l'Absolom és l'home que li va robar el somni de tenir el do de la invisibilitat i s'hi enfronta amb tota la seva ràbia. En Ruffy continua tenint problemes amb l'ombra d'en Moria, però al final troba la manera d'atacar-lo. L'Usopp continua perseguint la Perona, però a la vegada el persegueix en Kumacy.                                                                  |                 | |                        |                            |
| 360 | 24              | Ajuda'm, heroi! L'enemic és una princesa immortal! Tasukete Hīrō!! Teki wa Fujimi no Purinsesu (助けて英雄!! 敵は不死身のプリンセス)                                         | 29 de juny de 2008     | 9 de maig de 2010          |
| Després de comprovar que no la pot tocar amb les seves bales, l'Usopp es veu obligat a aguantar les tortures de la Perona, conscient que quan acabi amb ell se n'anirà a buscar en Ruffy i els altres, i serà el final de tota la tripulació. Aviat, però, l'Usopp descobrirà el punt feble de la Perona: la seva habitació secreta, on hi ha el seu cos de veritat.                                    |                 | |                        |                            |
| 361 | 25              | El terror de la Perona! L'Ussop, el mentider Perona Kyōfu!! Uso no U wa Usoppu no U (ペローナ恐怖!! 嘘のウはウソップのウ)                                                    | 6 de juliol de 2008    | 9 de maig de 2010          |
| L'Usopp, conscient que si la Perona es queda sense cos on tornar, la podrà vèncer, decideix atacar-la, però ella crea un buit especial extragran i això li dona temps de tornar al seu cos. Al final, la batalla de negativitat i de mentides acabarà passant factura a la Perona, que es veurà superada per uns escarabats i un martell inflable.                                                      |                 | |                        |                            |
| 362 | 26              | Ball d'espases a la teulada. L'enfrontament final d'en Zoro amb en Ryuma Yane ni mau zangeki!! Kecchaku Zoro VS Ryūma (屋根に舞う斬撃！！決着ゾロVSリューマ)                 | 13 de juliol de 2008   | 16 de maig de 2010         |
| El duel entre en Zoro i en Ryuma continua al laboratori d'en Hogback, mentre en Franky fa guàrdia per protegir en Brook, que encara està ferit. El ball d'espases és tan intens que s'acaba esfondrant la teulada. En Zoro, convençut que es podrà quedar amb la catana Shuusui d'en Ryuma, provarà una tècnica sorprenent per acabar amb el seu rival.                                                 |                 | |                        |                            |
| 363 | 27              | La ràbia d'en Chopper! La pràctica mèdica demoníaca d'en Hogback Choppā gekido!! Hogubakku ma no ijutsu (チョッパー激怒！！ホグバック魔の医術)                               | 20 de juliol de 2008   | 16 de maig de 2010         |
| Després de descobrir la naturalesa dels experiments d'en Hogback, en Chopper li diu que ha deixat de respectar-lo, però el doctor li explica que tot plegat ho va fer per poder fer reviure la Cindry, la seva enamorada. En Chopper, ple de ràbia, intenta atacar la Cindry per purificar-la, però els zombis d'en Zoro i d'en Sanji l'hi impedeixen.                                                  |                 | |                        |                            |
| 364 | 28              | L'Ozu crida! Sortiu, pirates del Barret de palla! Ōzu hoeru!! Dete koi Mugiwara no ichimi (オーズ吼える！！出て来い麦わらの一味)                                             | 3 d'agost de 2008      | 23 de maig de 2010         |
| L'Ozu apareix declarant la seva lleialtat cap a en Moria, que li ordena d'atacar els pirates del Barret de Palla, començant per en Ruffy. El doctor Hogback, que ha perdut la lleialtat de la Cindry, intenta fugir, però en Chopper i la Robin l'atrapen i comencen a lluitar fins que apareix l'Ozu. Mentrestant, l'Absolom aprofita la distracció d'en Sanji per recuperar la Nami.                  |                 | |                        |                            |
| 365 | 29              | L'enemic és en Ruffy. El zombi més fort contra la tripulació del Barret de palla Ōzu hoeru!! Dete koi Mugiwara no ichimi (オーズ吼える！！出て来い麦わらの一味)              | 10 d'agost de 2008     | 23 de maig de 2010         |
| Amb l'herència de l'estil de lluita d'en Ruffy, l'Ozu comença a lluitar contra la tripulació del Barret de Palla, que poca cosa hi poden fer davant de tanta força i tanta rapidesa. Mentrestant, l'Absolom intenta reprendre el casament amb la Nami, i en Ruffy continua perseguint en Gecko Moria.                                                                                                   |                 | |                        |                            |
| 366 | 30              | Vèncer l'Absalom! L'atac del tro de l'amistat de la Nami! Ōzu hoeru!! Dete koi Mugiwara no ichimi (オーズ吼える！！出て来い麦わらの一味)                                     | 17 d'agost de 2008     | 30 de maig de 2010         |
| La Perona per fi es desperta, es posa al corrent de tot el que passa a Thriller Bark i decideix fugir amb el vaixell d'en Ruffy. La Nami també es desperta i es troba en ple casament amb l'Absolon. Ara, l'única que la pot salvar és la Lola. En Ruffy continua perseguint en Moria, i l'Ozu descobreix que tots els pirates del Barret de Palla que havia vençut tornen a estar disposats a lluitar. |                 | |                        |                            |
| 367 | 31              | A terra! La piràmide mortal del Barret de palla? Ubae daun!! Hissatsu Mugiwara dokkingu? (奪えダウン！！必殺麦わらドッキング？)                                              | 24 d'agost de 2008     | 30 de maig de 2010         |
| Els pirates del Barret de palla intenten aturar l'Ozu amb un robot guerrer gegant. Mentrestant, la Nami continua buscant el tresor de l'illa de Thriller Bark, però descobreix que l'han canviat de lloc. Els homes de la Perona, quan veuen un home misteriós que busca en Moria i que es fa dir Kuma, carreguen el tresor i el menjar a bord del Thousand Sunny.                                      |                 | |                        |                            |
| 368 | 32              | La invasió misteriosa. El misteriós visitant Tyrant Kuma Ashioto naki shūrai!! Nazo no bōmonsha - Bōkun Kuma (足音なき襲来！！ 謎の訪問者•暴君くま)                          | 31 d'agost de 2008     | 6 de juny de 2010          |
| Els pirates del Barret de Palla continuen atacant l'Ozu, aprofitant-se dels punts febles que comparteix amb en Ruffy. En Zoro per fi podrà posar a prova la seva nova catana Shuusui. Mentrestant, en Tyrant Bartholomew Kuma, un dels shichibukais, els pirates més salvatges que han existit mai, es presenta davant de la Perona abans que pugui fugir de Thriller Bark amb el Sunny.                |                 | |                        |                            |
| 369 | 33              | Ozu + Moria, la combinació més mortal de músculs i cervell Ōzu Purasu Moria - Chikara to zunō no saikyō gattai (オーズ+モリア 力と頭脳の最強合体)                            | 7 de setembre de 2008  | 6 de juny de 2010          |
| En Zoro comença a atacar l'Ozu amb la catana Shuusui, però la combinació amb en Moria és més mortal del que sembla. D'altra banda, en Kuma informa en Moria que han proposat un nou membre per ocupar la plaça del shickibukai Crocodrile. Es tracta d'en Barbanegra, però el govern té por que torni a caure en mans dels pirates del Barret de Palla.                                                 |                 | |                        |                            |
| 370 | 34              | L'estratègia secreta per fer girar la truita. Apareix en Ruffy Malson Gyakuten e no hisaku - Naitomea Rufi kensan (逆転への泌策 ナイトメア•ルフィ見参)                       | 14 de setembre de 2008 | 13 de juny de 2010         |
| Seguint els consells d'en Moria, l'Ozu para amb èxit tots els atacs dels pirates del Barret de Palla, i fins i tot és capaç d'estirar els braços, com en Ruffy. Mentrestant, en Ruffy es troba amb els Pirates Rodants, als quals també els ha robat l'ombra en Moria, però, com que saben el secret del seu veritable poder, li expliquen que li poden donar una força increïble.                      |                 | |                        |                            |
| 371 | 35              | La tripulació del Barret de Palla anihilada Kaimetsu, Mugiwara Ichimi – Kage Kage no Chikara Zenkai (壊滅, 麦わら一味 カゲカゲの能力全開)                                    | 21 de setembre de 2008 | 13 de juny de 2010         |
| En Moria explica que pot canviar l'ombra de l'Ozu i donar-li la forma que vulgui. És la Revolució de les Ombres! L'Usopp, la Robin i la Nami ajuden en Brook a atacar l'Ozu, però no serveix de res. La Robin intenta atacar en Moria, però perd la seva ombra. Amb en Chopper i en Sanji fora de joc, ara només queden la Nami, en Zoro i l'Usopp.                                                     |                 | |                        |                            |
| 372 | 36              | Comença la batalla suprema! En Ruffy contra en Ruffy Chōzetsu Batoru Sutāto! Rufi Tai Rufi (超絶バトルスタート! ルフィVSルフィ)                                              | 28 de setembre de 2008 | 20 de juny de 2010         |
| Després de quedar-se sense sal i amb l'Ozu a punt d'atacar l'Usopp i la Nami, apareix en Ruffy Malson per salvar-los. Mentre els Pirates Rodants recullen els pirates del Barret de Palla que han quedat inconscients, en Ruffy comença a atacar l'Ozu i de seguida queda clar que és molt superior que el seu rival. Mentrestant, en Moria intenta fugir, però sense èxit.                             |                 | |                        |                            |
| 373 | 37              | S'acosta el final de la batalla. Doneu el cop de gràcia! Ketchaku Semaru! Tatakikome, Todome no Ichigeki (決着迫る! たたき込め, とどめの一撃)                                | 5 d'octubre de 2008    | 20 de juny de 2010         |
| L'Ozu es recupera de l'escomesa d'en Ruffy Malson, que ja ha perdut les ombres que duia a dins, però els pirates del Barret de Palla es disposen a fer l'atac definitiu. Amb l'Ozu fora de combat, en Moria surt del seu estómac i es prepara per dur a terme l'Asgard d'ombres, xuclar les ombres de tots els zombis de Thriller Bark per transformar-se en un monstre repugnant.                      |                 | |                        |                            |
| 374 | 38              | Els cossos desapareixen! El sol del matí penetra a l'illa del malson Karada ga Kieru! Akumu no Shima ni Sasu Asahi! (肉体が消える! 悪夢の島に射す朝日!)                      | 12 d'octubre de 2008   | 27 de juny de 2010         |
| En Ruffy, fent servir la tècnica de Gear Second, comença a lluitar contra en Gecko Moria transformat en monstre, però no aconsegueix que deixi anar les ombres. En Ruffy atura el contraatac d'en Moria passant al Gear Third. Fet i fet, es tracta d'una lluita contra el temps, abans que el sol ho il·lumini tot.                                                                                    |                 | |                        |                            |
| 375 | 39              | Una crisi rere l'altra! L'ordre d'exterminació dels pirates del Barret de Palla Owaranai Kiki! Mugiwara Ichimi Massatsu Shirei (終わらない危機! 麦わら一味抹殺指令)          | 19 d'octubre de 2008   | 27 de juny de 2010         |
| Després de caure vençut, les víctimes d'en Moria d'arreu del món comencen a recuperar les seves ombres i la capacitat d'estar-se al sol. En Ruffy, en Zoro, en Sanji i la Robin també recuperen l'ombra just abans de desintegrar-se. Mentrestant, en Kuma rep l'ordre del govern d'exterminar tothom qui hi hagi a Thriller Bark per amagar la derrota d'en Moria.                                     |                 | |                        |                            |
| 376 | 40              | El poder tou de pota que ho desvia tot d'en Kuma Subete o Hajiku Kuma no Nikyu Nikyu no Nōryoku (すべてを弾くくまのニキュニキュの能力)                                       | 9 de novembre de 2008  | 4 de juliol de 2010        |
| En Zoro s'ofereix per aturar en Kuma, que de seguida fa una demostració del seu poder tou de pota que ho desvia tot. Aleshores, en Kuma proposa als pirates de perdonar-los la vida a canvi de la vida d'en Ruffy. Davant la negativa dels pirates del Barret de Palla, en Kuma llança una bomba d'aire que viatja a la velocitat de la llum.                                                           |                 | |                        |                            |
| 377 | 41              | El dolor dels meus amics és el meu dolor, en Zoro es prepara per morir lluitant Nakama no Itami wa Waga Itami - Zoro Kesshi no Tatakai (仲間の痛みは我が痛み ゾロ決死の戦い) | 16 de novembre de 2008 | 4 de juliol de 2010        |
| Després que en Kuma llanci la bomba tou d'aire, en Zoro l'ataca i descobreix que, en realitat, és un ciborg, un Pacifista, una arma humana incompleta creada pel Govern Mundial. Llavors, conscient que li pot costar la vida, en Zoro ofereix a en Kuma que se l'endugui a ell en lloc d'en Ruffy. |                 | |                        |                            |
| 378 | 42              | Una promesa de fa molt de temps. La cançó del pirata i la baleneta Tōi Hi no Yakusoku - Kaizoku no Uta to Chīsa na Kujira (遠い日の約束 海賊の唄と小さなクジラ)              | 23 de novembre de 2008 | 11 de juliol de 2010       |
| L'Absolom, en Hogback i en Moria aconsegueixen fugir de Thriller Bark amb el vaixell d'en Moria. Els pirates del Barret de Palla no acaben d'entendre com és que en Ruffy ja està recuperat i en Zoro ha quedat tan mal ferit. En Ruffy convida en Brook a la festa de celebració, però en Brook li diu que ha de complir una promesa de fa molt temps.                                                 |                 | |                        |                            |
| 379 | 43              | El passat d'en Brook, un adéu trist a una tripulació alegre Burukku no Kako - Yōki na Nakama Kanashiki Wakare (ブルックの過去 陽気な仲間悲しき別れ)                          | 30 de novembre de 2008 | 11 de juliol de 2010       |
| En Brook recorda el seu passat amb els pirates Rumbar i explica com van conèixer en Raboon, un balenó petit que es va acabar convertint en un membre de la seva tripulació. A contracor, van decidir no emportar-se'l per la Grand Line i li van prometre que, si calia, travessarien tot el món per tornar-se a trobar al Twin Cape.                                                                   |                 | |                        |                            |
| 380 | 44              | La cançó El mam d'en Bricks que connecta el passat amb el present Binkusu no Sake - Kako to Genzai o Tsunagu Uta (ビンクスの過去と現在をつなぐ唄)                            | 7 de desembre de 2008  | 18 de juliol de 2010       |
| El virus que afecta els pirates Rumbar obliga el capità Yohki i els tripulants malalts a sortir de la Grand Line pel Cinturó de la Calma, mentre que en Brook i la resta continuen endavant en un vaixell nou. L'únic que sortirà viu de l'aventura serà el mateix Brook, que es va menjar la fruita reviu reviu i que s'endurà un record en forma de cançó per al Raboon.                              |                 | |                        |                            |
| 381 | 45              | Ja tenim un nou tripulant! El músic cantaire Brook Aratana Nakama! Ongakuka – Hanauta no Burukku (新たな仲間! 音楽家·鼻唄のブルック)                                         | 14 de desembre de 2008 | 18 de juliol de 2010       |
| Després de segellar el tonal amb la gravació per al Raboon, Brook demana a Ruffy que l'accepti com a nou membre de la tripulació. Abans que els pirates del Barret de Palla llevin àncores, la Lola dona a la Nami la targeta de vida de la seva mare perquè, si mai té problemes, la pugui localitzar. Ruffy també treu la del seu germà gran i s'adona que la seva vida minva.                        |                 | |                        |                            |